# Путиловичи
Пути́ловичи (укр. Путиловичі) — село на Украине, основано в 1861 году, находится в Лугинском районе Житомирской области.
Код КОАТУУ — 1822884801. Население по переписи 2001 года составляет 886 человек. Почтовый индекс — 11333. Телефонный код — 4161. Занимает площадь 2,6 км².

## Адрес местного совета
11333, Житомирская область, Лугинский р-н, с. Путиловичи, ул. Шевченко, 59